# Discografia de Laura Pausini
Esta lista traz a discografia de Laura Pausini, cantora e compositora italiana, que consiste em 13 álbuns de estúdio (dos quais sendo 1 álbum cover), 3 álbuns ao vivo, 2 álbuns de compilação e 4 álbuns de vídeo.
O primeiro single de Laura Pausini, "La solitudine", foi lançado na Itália pela CGB Records em fevereiro de 1993 e atingiu a primeira posição na classificação italiana de singles. A canção foi inserida em seu álbum de estreia auto-intitulado, lançado na Itália em maio de 1993, atingindo a sexta posição na classificação italiana de álbuns. e vendendo ao todo 400 000 cópias no país
Depois do sucesso obtido o álbum foi lançado em diversos países da Europa, atingindo a terceira posição no MegaCharts dos Países Baixos e vendendo ao todo três milhões de cópias em todo o mundo.
O segundo álbum da cantora, intitulado Laura, foi lançado em fevereiro de 1994 e vendeu mais de três milhões de cópias a nível mundial.
Seguindo o sucesso obtido com seus dois primeiros álbuns em italiano, em novembro de 1994 foi lançado seu primeiro álbum para o mercado hispânico e latino-americano, também autointitulado, trazendo adaptações em língua espanhola de dez canções de seus álbuns precedentes. O disco obteve a certificação de diamante da PROMUSICAE e foi o álbum mais vendido de 1994 na Espanha com mais de 1 milhão de cópias vendidas.
Em 1995 foi publicado seu primeiro single em língua inglesa, "La solitudine (Loneliness)", adaptação de seu primeiro sucesso, realizada pelo produtor Tim Rice. A canção depois foi incluída na coletânea Laura Pausini lançada no Reino Unido.
A partir de Le cose che vivi / Las cosas que vives (1996), todos os seus trabalhos discográficos de estúdio são lançados simultaneamente em língua italiana e língua espanhola, com exceção de From the Inside, seu único álbum inteiramente em língua inglesa, lançado pela Atlantic Records em 2002 nos Estados Unidos e em 2003 no resto do mundo. From the Inside não obteve o sucesso esperado como seus álbuns precedentes, vendendo apenas 800.000 cópias em todo mundo.
Os álbuns La mia risposta / Mi respuesta (1998) e Tra te e il mare / Entre tú y mil mares (2000) revelaram uma Pausini mais madura em relação os trabalhos anteriores, onde ela passou a ser também ser co-autora na composição de grande parte das letras, além de deixar para trás as temáticas adolescentes que marcaram o início de sua carreira.
Dentre seus álbuns de estúdio lançados ainda estão: Resta in ascolto / Escucha (2004), cuja versão em espanhol lhe concedeu, no ano de 2006, o Grammy Awards de "Melhor Álbum Pop Latino", tornando-a a primeira artista feminina italiana a receber o prêmio; Io canto / Yo canto (2006), álbum realizado inteiramente de covers de grandes nomes da música italiana; Primavera in anticipo / Primavera anticipada (2008), que debutou na primeira posição na classificação de álbuns da FIMI, permanecendo assim por nove semanas consecutivas e Inedito / Inédito (2011), álbum que marcou seu retorno ao cenário músical depois de dois anos de ausência para dedicar-se à vida pessoal.
Foi lançado em 1999 seu primeiro álbum de video, o Video Collection 93–99, um VHS contendo todos os seus videoclipes realizados até aquele momento, em italiano e em espanhol.
Seu primeiro álbum de compilação, The Best of Laura Pausini: E ritorno da te / Lo mejor de Laura Pausini: Volveré junto a ti, foi lançado em 2001 trazendo seus maiores sucessos gravados, além de duas canções inéditas utilizadas para a promoção. Até o momento é o álbum de maior vendagem de sua carreira na Itália e na França com 700.000 e 800.000 cópias vendidas, respectivamente.
Da turnê realizada para divulgação da coletânea foi obtido seu primeiro trabalho ao vivo, o DVD Live 2001-2002 World Tour, lançado em dezembro de 2002, trazendo a gravação do concerto realizado em Milão em dezembro de 2001.
Seus álbuns ao vivo são: Live in Paris 05, gravado em março de 2005 durante o concerto no Le Zénith de Paris, San Siro 2007, gravado em 2 de junho de 2007 no Estádio San Siro em Milão e Laura Live World Tour 09 / Laura Live Gira Mundial 09, sendo esse o primeiro lançado também em espanhol, gravado em diversas cidades do mundo durante sua turnê no ano de 2009.
Laura Pausini possui também três vitórias no Grammy Latino, todas na categoria "Melhor Álbum Vocal Pop Feminino", conquistadas em 2005 com Escucha, 2007 com Yo canto e 2009 com Primavera anticipada.
Com 29 anos de carreira, Laura Pausini é uma cantora recordista de vendas de discos, com vendagens superiores a 70 milhões, também gravou duetos com importantes nomes da música italiana e mundial, incluindo Tiziano Ferro, Gianna Nannini, Andrea Bocelli, Luciano Pavarotti, Gilberto Gil, Juanes, Michael Bublé, Hélène Ségara, James Blunt e Thalía.

## Álbuns de estúdio
| Ano                                          | Detalhes do álbum | Melhores posições nas tabelas musicais | Melhores posições nas tabelas musicais | Melhores posições nas tabelas musicais | Melhores posições nas tabelas musicais | Melhores posições nas tabelas musicais | Melhores posições nas tabelas musicais | Melhores posições nas tabelas musicais | Melhores posições nas tabelas musicais | Melhores posições nas tabelas musicais | Melhores posições nas tabelas musicais | Melhores posições nas tabelas musicais | Vendas                                  | Certificações |
| Ano                                          | Detalhes do álbum | ITA                                    | SUI                                    | BEL (WA)                               | NLD                                    | FRA                                    | ALE                                    | FIN                                    | SUE                                    | ESP                                    | USA Latin                              | USA Latin Pop                          | Vendas                                  | Certificações |
| -------------------------------------------- | --- | -------------------------------------- | -------------------------------------- | -------------------------------------- | -------------------------------------- | -------------------------------------- | -------------------------------------- | -------------------------------------- | -------------------------------------- | -------------------------------------- | -------------------------------------- | -------------------------------------- | --------------------------------------- | --- |
| 1993                                         | Laura Pausini - Lançamento: 13 de março de 1993 - Gravadora: CGD Records - Formatos: CD, LP, Fita K7                                           | 6                                      | —                                      | 29                                     | 3                                      | 35                                     | —                                      | —                                      | —                                      | —                                      | —                                      | —                                      | - : 400.000 - : 3.000.000               | - : Ouro - : Ouro - : Ouro - : 2× Platina - : Platina - : Ouro                                                                               |
| 1994                                         | Laura - Lançamento: 26 de fevereiro de 1994 - Gravadora: CGD Records - Formatos: CD, LP, Fita K7                                               | 2                                      | 4                                      | 33                                     | 1                                      | 21                                     | —                                      | 7                                      | —                                      | —                                      | —                                      | —                                      | - : 4.000.000                           | - : Platina - : Ouro - : Platina - : Platina - : 2× Platina                                                                                  |
| 1994                                         | Laura Pausini - Lançamento: 22 de novembro de 1994 - Gravadora: CGD Records - Formatos: CD, LP, Fita K7                                        | —                                      | —                                      | —                                      | —                                      | —                                      | —                                      | —                                      | —                                      | 1                                      | 31                                     | 10                                     | - : 1.300.000 - : 400.000 - : 4.000.000 | - : Platina - : Platina - : 2× Platina - : Platina - : 4× Ouro - : Diamante                                                                  |
| 1996                                         | Le cose che vivi Las cosas que vives - Lançamento: 12 de setembro de 1996 - Gravadora: CGD East West - Formatos: CD, LP, Fita K7               | 2                                      | 1                                      | 3                                      | 6                                      | 15                                     | —                                      | —                                      | 2                                      | 2                                      | 15                                     | 9                                      | - : 500 000 - : 500 000 - : 3 500 000   | - : Platina - : Ouro - : Platina - : 2× Platina - : Ouro - : 5× Platina - : Platina - : 5× Platina - : Ouro - : Platina - : Ouro - : Platina |
| 1998                                         | La mia risposta Mi respuesta - Lançamento: 15 de outubro de 1998 - Gravadora: CGD East West - Formatos: CD, LP, Fita K7                        | 1                                      | 3                                      | 26                                     | 34                                     | 64                                     | 66                                     | —                                      | 30                                     | 8                                      | 23                                     | 12                                     | - : 200.000 - : 200.000 - : 2.000.000   | - : Ouro - : 2× Platina - : 2× Platina - : Ouro                                                                                              |
| 2000                                         | Tra te e il mare Entre tú y mil mares - Lançamento: 15 de setembro de 2000 - Gravadora: CGD East West - Formatos: CD, LP, Fita K7              | 2                                      | 2                                      | 38                                     | 40                                     | —                                      | 34                                     | 4                                      | 41                                     | 3                                      | 26                                     | 13                                     | - : 400.000 - : 5.000.000               | - : Platina - : Platina (Latino) - : Ouro - : 4× Platina - : Ouro - : Ouro                                                                   |
| 2002                                         | From the Inside - Lançamento: 5 de novembro de 2002 - Gravadoras: CGD East West, Atlantic Records - Formatos: CD, Fita K7                      | 3                                      | 4                                      | 38                                     | 32                                     | 34                                     | 55                                     | 3                                      | 24                                     | 12                                     | —                                      | —                                      | - : 800.000                             | - : Ouro - : Ouro |
| 2004                                         | Resta in ascolto Escucha - Lançamento: 22 de outubro de 2004 - Gravadora: Atlantic Records - Formato: CD                                       | 1                                      | 2                                      | 9                                      | 19                                     | 7                                      | 84                                     | 18                                     | 22                                     | 3                                      | 20                                     | 10                                     | - : 500 000 - : 5 000 000               | - : Ouro - : Platina (Latino) - : Ouro - : 5× Platina - : Platina - : 2× Platina                                                             |
| 2006                                         | Io canto Yo canto - Lançamento: 10 de novembro de 2006 - Gravadora: Atlantic Records - Formatos: CD, download digital                          | 1                                      | 1                                      | 8                                      | 66                                     | 15                                     | —                                      | 33                                     | —                                      | 15                                     | 22                                     | 9                                      | - : 650 000 - : 2 000 000               | - : Ouro - : 8× Platina - : Ouro - : Platina                                                                                                 |
| 2008                                         | Primavera in anticipo Primavera anticipada - Lançamento: 14 de novembro de 2008 - Gravadora: Atlantic Records - Formatos: CD, download digital | 1                                      | 4                                      | 22                                     | 59                                     | 27                                     | 34                                     | 25                                     | 43                                     | 10                                     | 15                                     | 4                                      | - : 650 000 - : 1 500 000               | - : Diamante - : Ouro - : Platina |
| 2011                                         | Inedito Inédito - Lançamento: 11 de novembro de 2011 - Gravadora: Atlantic Records - Formatos: CD, download digital                            | 1                                      | 2                                      | 13                                     | 30                                     | 63                                     | 47                                     | —                                      | —                                      | 4                                      | 17                                     | 7                                      | - : 360 000 - : 1 000 000               | - : 6× Platina - : Platina - : Ouro - : Ouro - : Platina                                                                                     |
| 2015                                         | Simili Similares - Lançamento: 6 de novembro de 2015 - Gravadora: Atlantic Records - Formatos: CD, download digital                            | 1                                      | 4                                      | 7                                      | 33                                     | 51                                     | 58                                     | —                                      | —                                      | 7                                      | 6                                      | 3                                      | - : 200 000                             | - : 3× Platina - : Ouro |
| 2016                                         | Laura Xmas Laura Navidad - Lançamento: 4 de novembro de 2016 - Gravadora: Atlantic Records - Formatos: CD, LP e download digital               | 1                                      | 19                                     | 41                                     | —                                      | 182                                    | —                                      | —                                      | —                                      | 15                                     | —                                      | —                                      | - : 150.000                             | - : 2× Platina |
| 2018                                         | Fatti sentire Hazte sentir - Lançamento: 16 de março de 2018 - Gravadora: Atlantic Records - Formatos: CD, LP e download digital               | 1                                      | 2                                      | 3                                      | 78                                     | 38                                     | 25                                     | —                                      | —                                      | 7                                      | 35                                     | 5                                      |                                         | |
| "—" Não entrou na tabela musical deste país. | |                                        |                                        |                                        |                                        |                                        |                                        |                                        |                                        |                                        |                                        |                                        |                                         | |

## Álbuns de compilação
| Ano                                          | Detalhes do álbum | Melhores posições nas tabelas musicais | Melhores posições nas tabelas musicais | Melhores posições nas tabelas musicais | Melhores posições nas tabelas musicais | Melhores posições nas tabelas musicais | Melhores posições nas tabelas musicais | Melhores posições nas tabelas musicais | Melhores posições nas tabelas musicais | Melhores posições nas tabelas musicais | Melhores posições nas tabelas musicais | Melhores posições nas tabelas musicais | Vendas                                | Certificações |
| Ano                                          | Detalhes do álbum | ITA                                    | SUI                                    | BEL (WA)                               | NLD                                    | FRA                                    | ALE                                    | FIN                                    | SUE                                    | ESP                                    | USA Latin                              | USA Latin Pop                          | Vendas                                | Certificações |
| -------------------------------------------- | --- | -------------------------------------- | -------------------------------------- | -------------------------------------- | -------------------------------------- | -------------------------------------- | -------------------------------------- | -------------------------------------- | -------------------------------------- | -------------------------------------- | -------------------------------------- | -------------------------------------- | ------------------------------------- | --- |
| 1995                                         | Laura Pausini - Lançamento: 11 de março de 1995 - Gravadora: CGD Records - Formatos: CD, Fita K7                                                                                | —                                      | —                                      | —                                      | —                                      | —                                      | —                                      | —                                      | —                                      | —                                      | —                                      | —                                      | —                                     | — |
| 2001                                         | The Best of Laura Pausini: E ritorno da te Lo mejor de Laura Pausini: Volveré junto a ti - Lançamento: 12 de outubro de 2001 - Gravadora: CGD East West - Formatos: CD, Fita K7 | 1                                      | 3                                      | 9                                      | 28                                     | 2                                      | 44                                     | 6                                      | 27                                     | 6                                      | 9                                      | 4                                      | - : 700.000 - : 800.000 - : 3.000.000 | - : Platina - : Ouro - : Platina - : Platina - : Platina (Latino) - : Platina - : Platina - : 2× Platina - : Ouro - : 2× Platina |
| 2013                                         | 20 - The Greatest Hits 20 - Grandes Éxitos - Lançamento: 12 de novembro de 2013 - Gravadora: Atlantic Records - Formatos: CD, download digital                                  | 1                                      | 8                                      | 12                                     | 53                                     | 47                                     | —                                      | —                                      | —                                      | 6                                      | 14                                     | 4                                      | - : 150.000                           | - : 3× Platina - : Ouro - : Ouro                                                                                                 |
| "—" Não entrou na tabela musical deste país. | |                                        |                                        |                                        |                                        |                                        |                                        |                                        |                                        |                                        |                                        |                                        |                                       | |

## Álbuns ao vivo
| 2005                                         | Live in Paris 05 - Lançamento: 25 de novembro de 2005 - Gravadora: Atlantic Records - Formatos: CD, CD+DVD                                                  | 8 | 24 | 57 | 68  | —  | —  | — | - : 160.000   | - : 2× Platina x |
| 2007                                         | San Siro 2007 - Lançamento: 30 de novembro de 2007 - Gravadora: Atlantic Records - Formatos: CD+DVD, download digital                                       | 5 | 26 | 57 | 135 | —  | —  | — | - : 120.000   | - : Platina x    |
| 2009                                         | Laura Live World Tour 09 Laura Live Gira Mundial 09 - Lançamento: 27 de novembro de 2009 - Gravadora: Atlantic Records - Formatos: CD+DVD, download digital | 2 | 14 | 53 | 91  | 32 | 33 | 9 | - : 240.000 ^ | - : 4× Platina   |
| "—" Não entrou na tabela musical deste país. | |   |    |    |     |    |    |   |               |                  |

Notas
- x Certificação baseada no número de vendas.
- ^ Número de vendas baseado na certificação.

## Álbuns de vídeo
| Ano                                          | Detalhes do álbum                                                                                        | Melhores posições | Melhores posições | Melhores posições | Certificações        |
| Ano                                          | Detalhes do álbum                                                                                        | ITA               | BEL (WA)          | ESP               | Certificações        |
| -------------------------------------------- | --- | ----------------- | ----------------- | ----------------- | -------------------- |
| 1999                                         | Video Collection 93–99 - Lançamento: 3 de dezembro de 1999 - Gravadora: Fonit Cetra - Formato: VHS       | —                 | —                 | —                 | —                    |
| 2002                                         | Live 2001-2002 World Tour - Lançamento: 30 de dezembro de 2002 - Gravadora: CGC East West - Formato: DVD | 11                | 5                 | —                 | - : Platina - : Ouro |
| 2005                                         | Live in Paris 05 - Lançamento: 25 de novembro de 2005 - Gravadora: Atlantic Records - Formato: DVD       | 4                 | —                 | —                 | - : Platina          |
| 2007                                         | San Siro 2007 - Lançamento: 30 de novembro de 2007 - Gravadora: Atlantic Records - Formato: DVD          | 3                 | —                 | 10                | —                    |
| "—" Não entrou na tabela musical deste país. | |                   |                   |                   |                      |

### Outros álbuns de vídeo
| Ano  | Detalhes do álbum | Melhores posições | Vendas      |
| Ano  | Detalhes do álbum | ITA               | Vendas      |
| ---- | --- | ----------------- | ----------- |
| 2010 | Amiche per l'Abruzzo - Álbum de vídeo por Laura Pausini & diversas cantoras italianas - Lançamento: 22 de junho de 2010 - Gravadora: Warner Music Vision - Formato: DVD | 1                 | - : 250.000 |

## Singles

### Como artista principal
| Ano                                          | Canção | Melhores posições nas tabelas musicais | Melhores posições nas tabelas musicais | Melhores posições nas tabelas musicais | Melhores posições nas tabelas musicais | Melhores posições nas tabelas musicais | Melhores posições nas tabelas musicais | Melhores posições nas tabelas musicais | Melhores posições nas tabelas musicais | Melhores posições nas tabelas musicais | Certificações     | Álbum                                                                                    |
| Ano                                          | Canção | ITA                                    | SUI                                    | BEL (WA)                               | BEL (FL)                               | NLD                                    | FRA                                    | ESP                                    | USA Latin                              | USA Latin Pop                          | Certificações     | Álbum                                                                                    |
| -------------------------------------------- | --- | -------------------------------------- | -------------------------------------- | -------------------------------------- | -------------------------------------- | -------------------------------------- | -------------------------------------- | -------------------------------------- | -------------------------------------- | -------------------------------------- | ----------------- | ---------------------------------------------------------------------------------------- |
| 1993                                         | "La solitudine" | 1                                      | —                                      | —                                      | 1                                      | 2                                      | 5                                      | —                                      | —                                      | —                                      | - : Platina       | Laura Pausini (1993)                                                                     |
| 1993                                         | "Non c'è" | —                                      | —                                      | —                                      | —                                      | —                                      | —                                      | —                                      | —                                      | —                                      | —                 | Laura Pausini (1993)                                                                     |
| 1993                                         | "Perché non torna più"                                                                                               | —                                      | —                                      | —                                      | —                                      | —                                      | —                                      | —                                      | —                                      | —                                      | —                 | Laura Pausini (1993)                                                                     |
| 1994                                         | "Strani amori" | 2                                      | —                                      | —                                      | 2                                      | 4                                      | 43                                     | —                                      | —                                      | —                                      | —                 | Laura                                                                                    |
| 1994                                         | "Gente" | —                                      | —                                      | —                                      | 23                                     | 41                                     | 43                                     | —                                      | —                                      | —                                      | —                 | Laura                                                                                    |
| 1994                                         | "Lettera" | —                                      | —                                      | —                                      | 41                                     | 43                                     | —                                      | —                                      | —                                      | —                                      | —                 | Laura                                                                                    |
| 1994                                         | "Lui non sta con te"                                                                                                 | —                                      | —                                      | —                                      | —                                      | —                                      | —                                      | —                                      | —                                      | —                                      | —                 | Laura                                                                                    |
| 1994                                         | "La soledad" | —                                      | —                                      | —                                      | —                                      | —                                      | —                                      | —                                      | 22                                     | 5                                      | —                 | Laura Pausini (1994)                                                                     |
| 1994                                         | "Se fue" | —                                      | —                                      | —                                      | —                                      | —                                      | —                                      | —                                      | 24                                     | 5                                      | —                 | Laura Pausini (1994)                                                                     |
| 1995                                         | "Amores extraños" | —                                      | —                                      | —                                      | —                                      | —                                      | —                                      | —                                      | 7                                      | 1                                      | —                 | Laura Pausini (1994)                                                                     |
| 1995                                         | "Gente (Spanish version)"                                                                                            | —                                      | —                                      | —                                      | —                                      | —                                      | —                                      | —                                      | 13                                     | 1                                      | —                 | Laura Pausini (1994)                                                                     |
| 1995                                         | "Él no está por ti"                                                                                                  | —                                      | —                                      | —                                      | —                                      | —                                      | —                                      | —                                      | —                                      | —                                      | —                 | Laura Pausini (1994)                                                                     |
| 1995                                         | "Las chicas" | —                                      | —                                      | —                                      | —                                      | —                                      | —                                      | —                                      | —                                      | —                                      | —                 | Laura Pausini (1994)                                                                     |
| 1995                                         | "La solitudine (Loneliness)"                                                                                         | —                                      | —                                      | —                                      | —                                      | —                                      | —                                      | —                                      | —                                      | —                                      | —                 | Laura Pausini (1995)                                                                     |
| 1996                                         | "Incancellabile" / "Inolvidable" / "Inesquecível"                                                                    | —                                      | —                                      | 17                                     | 13                                     | 37                                     | —                                      | —                                      | 13                                     | 3                                      | —                 | Le cose che vivi Las cosas que vives                                                     |
| 1996                                         | "Le cose che vivi" / "Las cosas que vives"                                                                           | —                                      | —                                      | —                                      | 16                                     | 99                                     | —                                      | —                                      | 6                                      | 1                                      | —                 | Le cose che vivi Las cosas que vives                                                     |
| 1997                                         | "Ascolta il tuo cuore" / "Escucha a tu corazón"                                                                      | —                                      | —                                      | —                                      | —                                      | —                                      | —                                      | —                                      | 15                                     | 4                                      | —                 | Le cose che vivi Las cosas que vives                                                     |
| 1997                                         | "Dos enamorados" | —                                      | —                                      | —                                      | —                                      | —                                      | —                                      | —                                      | 37                                     | 4                                      | —                 | Le cose che vivi Las cosas que vives                                                     |
| 1997                                         | "Seamisai" / "Cuando se ama"                                                                                         | —                                      | —                                      | —                                      | —                                      | —                                      | —                                      | —                                      | —                                      | —                                      | —                 | Le cose che vivi Las cosas que vives                                                     |
| 1997                                         | "Angeli nel blu" | —                                      | —                                      | —                                      | —                                      | —                                      | —                                      | —                                      | —                                      | —                                      | —                 | Le cose che vivi Las cosas que vives                                                     |
| 1998                                         | "Un'emergenza d'amore" / "Emergencia de amor"                                                                        | 13                                     | 43                                     | —                                      | —                                      | 77                                     | —                                      | —                                      | 23                                     | 8                                      | —                 | La mia risposta Mi respuesta                                                             |
| 1998                                         | "In assenza di te" / "En ausencia de ti"                                                                             | 20                                     | —                                      | —                                      | —                                      | —                                      | 42                                     | —                                      | —                                      | —                                      | —                 | La mia risposta Mi respuesta                                                             |
| 1999                                         | "La mia risposta" / "Mi respuesta"                                                                                   | 18                                     | —                                      | —                                      | —                                      | —                                      | —                                      | —                                      | —                                      | —                                      | —                 | La mia risposta Mi respuesta                                                             |
| 1999                                         | "Me siento tan bien"                                                                                                 | —                                      | —                                      | —                                      | —                                      | —                                      | —                                      | —                                      | —                                      | —                                      | —                 | La mia risposta Mi respuesta                                                             |
| 1999                                         | "One More Time" | 42                                     | —                                      | —                                      | —                                      | 76                                     | —                                      | —                                      | —                                      | —                                      | —                 | Message in a Bottle Soundtrack                                                           |
| 2000                                         | "Tra te e il mare" / "Entre tu y mil mares"                                                                          | 4                                      | 42                                     | 9                                      | —                                      | 82                                     | 16                                     | —                                      | 13                                     | 10                                     | —                 | Tra te e il mare Entre tú y mil mares                                                    |
| 2001                                         | "Il mio sbaglio più grande" / "Un error de los grandes"                                                              | 20                                     | 86                                     | —                                      | —                                      | 93                                     | —                                      | —                                      | —                                      | —                                      | —                 | Tra te e il mare Entre tú y mil mares                                                    |
| 2001                                         | "Fidati di me" / "Fíate de mi"                                                                                       | —                                      | —                                      | —                                      | —                                      | —                                      | —                                      | —                                      | —                                      | —                                      | —                 | Tra te e il mare Entre tú y mil mares                                                    |
| 2001                                         | "Volevo dirti che ti amo" / "Quiero decirte que te amo"                                                              | —                                      | —                                      | —                                      | —                                      | —                                      | —                                      | —                                      | 36                                     | 15                                     | —                 | Tra te e il mare Entre tú y mil mares                                                    |
| 2001                                         | "E ritorno da te" / "Volveré junto a ti"                                                                             | 3                                      | 47                                     | —                                      | —                                      | 20                                     | 38                                     | —                                      | 8                                      | 11                                     | —                 | The Best of Laura Pausini: E ritorno da te Lo mejor de Laura Pausini: Volveré junto a ti |
| 2002                                         | "Una storia che vale" / "Dos historias iguales"                                                                      | —                                      | —                                      | —                                      | —                                      | —                                      | —                                      | —                                      | —                                      | —                                      | —                 | The Best of Laura Pausini: E ritorno da te Lo mejor de Laura Pausini: Volveré junto a ti |
| 2002                                         | "Dime" (com José el Francés)                                                                                         | —                                      | —                                      | —                                      | —                                      | —                                      | —                                      | —                                      | —                                      | —                                      | —                 | The Best of Laura Pausini: E ritorno da te Lo mejor de Laura Pausini: Volveré junto a ti |
| 2002                                         | "Surrender" | 7                                      | 34                                     | 39                                     | 25                                     | 31                                     | —                                      | —                                      | —                                      | —                                      | —                 | From the Inside                                                                          |
| 2003                                         | "I Need Love" | —                                      | 100                                    | —                                      | —                                      | —                                      | —                                      | —                                      | —                                      | —                                      | —                 | From the Inside                                                                          |
| 2003                                         | "It's Not Good-Bye"                                                                                                  | —                                      | —                                      | —                                      | —                                      | —                                      | —                                      | —                                      | —                                      | —                                      | —                 | From the Inside                                                                          |
| 2003                                         | "If That's Love" | —                                      | —                                      | —                                      | —                                      | —                                      | —                                      | —                                      | —                                      | —                                      | —                 | From the Inside                                                                          |
| 2004                                         | "Resta in ascolto" / "Escucha atento"                                                                                | 1                                      | 25                                     | 35                                     | 15                                     | —                                      | —                                      | 3                                      | 17                                     | 9                                      | —                 | Resta in ascolto Escucha                                                                 |
| 2004                                         | "Vivimi" / "Víveme"                                                                                                  | —                                      | 38                                     | 15                                     | —                                      | —                                      | —                                      | —                                      | 6                                      | 2                                      | —                 | Resta in ascolto Escucha                                                                 |
| 2005                                         | "Come se non fosse stato mai amore" / "Como si no nos hubiéramos amado"                                              | —                                      | —                                      | —                                      | —                                      | —                                      | —                                      | —                                      | 10                                     | 1                                      | —                 | Resta in ascolto Escucha                                                                 |
| 2005                                         | "Benedetta passione" / "Bendecida pasión"                                                                            | —                                      | —                                      | —                                      | —                                      | —                                      | —                                      | —                                      | —                                      | —                                      | —                 | Resta in ascolto Escucha                                                                 |
| 2005                                         | "La prospettiva di me"                                                                                               | —                                      | —                                      | —                                      | —                                      | —                                      | —                                      | —                                      | —                                      | —                                      | —                 | Live in Paris 05                                                                         |
| 2006                                         | "Il tuo nome in maiuscolo" / "Tu nombre in mayúsculas"                                                               | —                                      | —                                      | —                                      | —                                      | —                                      | —                                      | —                                      | 37                                     | 10                                     | —                 | Live in Paris 05                                                                         |
| 2006                                         | "Uguale a lei (She)"                                                                                                 | 6                                      | —                                      | —                                      | —                                      | —                                      | —                                      | —                                      | —                                      | —                                      | —                 | Não inserido em nenhum álbum                                                             |
| 2006                                         | "Io canto" / "Yo canto" / "Io canto (Je chante)"                                                                     | 1                                      | 20                                     | 11                                     | 15                                     | —                                      | 26                                     | —                                      | —                                      | 32                                     | —                 | Io canto Yo canto                                                                        |
| 2007                                         | "Spaccacuore" / "Dispárame, dispara"                                                                                 | 14                                     | —                                      | —                                      | —                                      | —                                      | —                                      | —                                      | —                                      | —                                      | —                 | Io canto Yo canto                                                                        |
| 2007                                         | "Non me lo so spiegare" (com Tiziano Ferro) / "No me lo puedo explicar" (com Tiziano Ferro)                          | 13                                     | —                                      | —                                      | —                                      | —                                      | —                                      | —                                      | —                                      | —                                      | —                 | Io canto Yo canto                                                                        |
| 2007                                         | "Destinazione paradiso"                                                                                              | 8                                      | —                                      | —                                      | —                                      | —                                      | —                                      | —                                      | —                                      | —                                      | —                 | San Siro 2007                                                                            |
| 2007                                         | "Y mi banda toca el rock"                                                                                            | 21                                     | —                                      | —                                      | —                                      | —                                      | —                                      | —                                      | —                                      | 29                                     | —                 | San Siro 2007                                                                            |
| 2008                                         | "Invece no" / "En cambio no"                                                                                         | 2                                      | 52                                     | —                                      | —                                      | —                                      | —                                      | 47                                     | 28                                     | 9                                      | —                 | Primavera in anticipo Primavera anticipada                                               |
| 2009                                         | "Primavera in anticipo (It Is My Song)" (com James Blunt) / "Primavera anticipada (It Is My Song)" (com James Blunt) | 5                                      | 5                                      | 23                                     | 9                                      | —                                      | —                                      | 21                                     | —                                      | —                                      | - : Ouro - : Ouro | Primavera in anticipo Primavera anticipada                                               |
| 2009                                         | "Un fatto ovvio" / "Un hecho óbvio"                                                                                  | 14                                     | —                                      | —                                      | —                                      | —                                      | —                                      | —                                      | —                                      | —                                      | —                 | Primavera in anticipo Primavera anticipada                                               |
| 2009                                         | "Con la musica alla radio" / "Con la música en la radio"                                                             | 10                                     | —                                      | —                                      | —                                      | —                                      | —                                      | —                                      | —                                      | —                                      | - : Ouro          | Laura Live World Tour 09 Laura Live Gira Mundial 09                                      |
| 2009                                         | "Non sono lei" / "Ella no soy"                                                                                       | 32                                     | —                                      | —                                      | —                                      | —                                      | —                                      | —                                      | —                                      | —                                      | —                 | Laura Live World Tour 09 Laura Live Gira Mundial 09                                      |
| 2010                                         | "Casomai" / "Menos mal"                                                                                              | —                                      | —                                      | —                                      | —                                      | —                                      | —                                      | —                                      | —                                      | —                                      | —                 | Laura Live World Tour 09 Laura Live Gira Mundial 09                                      |
| 2011                                         | "Benvenuto" / "Bienvenido"                                                                                           | 1                                      | 49                                     | 8                                      | —                                      | —                                      | —                                      | 15                                     | 41                                     | 15                                     | - : Platina       | Inedito Inédito                                                                          |
| 2011                                         | "Non ho mai smesso" / "Jamás abandoné"                                                                               | 15                                     | —                                      | 23                                     | —                                      | —                                      | —                                      | —                                      | —                                      | 33                                     | - : Ouro          | Inedito Inédito                                                                          |
| 2012                                         | "Bastava" / "Bastaba"                                                                                                | 39                                     | —                                      | —                                      | —                                      | —                                      | —                                      | —                                      | —                                      | —                                      | —                 | Inedito Inédito                                                                          |
| 2012                                         | "Mi tengo" | —                                      | —                                      | —                                      | —                                      | —                                      | —                                      | —                                      | —                                      | —                                      | —                 | Inedito Inédito                                                                          |
| 2012                                         | "Le cose che non mi aspetto" / "Las cosas que no me espero" (com Carlos Baute)                                       | 43                                     | —                                      | —                                      | —                                      | —                                      | —                                      | 41                                     | —                                      | —                                      | —                 | Inedito Inédito                                                                          |
| 2012                                         | "Celeste" | 27                                     | —                                      | —                                      | —                                      | —                                      | —                                      | —                                      | —                                      | —                                      | - : Ouro          | Inedito Inédito                                                                          |
| 2013                                         | "La solitudine / La soledad / Loneliness (Medley 2013)"                                                              | 14                                     | —                                      | —                                      | —                                      | —                                      | —                                      | —                                      | —                                      | —                                      | —                 | Não inserido em nenhum álbum                                                             |
| 2013                                         | "Limpido" (com Kylie Minogue) / "Limpio" (com Kylie Minogue)                                                         | 1                                      | 66                                     | 18                                     | —                                      | —                                      | —                                      | —                                      | —                                      | —                                      | - : Ouro          | 20 - The Greatest Hits 20 - Grandes Éxitos                                               |
| 2013                                         | "Se non te" | 8                                      | —                                      | —                                      | —                                      | —                                      | —                                      | —                                      | —                                      | —                                      | —                 | 20 - The Greatest Hits 20 - Grandes Éxitos                                               |
| 2013                                         | "Víveme" (com Alejandro Sanz)                                                                                        | —                                      | —                                      | —                                      | —                                      | —                                      | —                                      | 20                                     | —                                      | 9                                      | —                 | 20 - The Greatest Hits 20 - Grandes Éxitos                                               |
| 2014                                         | "Dove resto solo io"                                                                                                 | 41                                     | —                                      | —                                      | —                                      | —                                      | —                                      | —                                      | —                                      | —                                      | —                 | 20 - The Greatest Hits 20 - Grandes Éxitos                                               |
| 2014                                         | "Se fue" (com Marc Anthony)                                                                                          | —                                      | —                                      | —                                      | —                                      | —                                      | —                                      | —                                      | 25                                     | 6                                      | —                 | 20 - The Greatest Hits 20 - Grandes Éxitos                                               |
| 2014                                         | "Donde quedo solo yo" (com Alex Ubago)                                                                               | —                                      | —                                      | —                                      | —                                      | —                                      | —                                      | —                                      | —                                      | —                                      | —                 | 20 - The Greatest Hits 20 - Grandes Éxitos                                               |
| 2014                                         | "Sino a ti" (com Thalía)                                                                                             | —                                      | —                                      | —                                      | —                                      | —                                      | —                                      | —                                      | —                                      | —                                      | —                 | 20 - The Greatest Hits 20 - Grandes Éxitos                                               |
| 2015                                         | "Entre tu y mil mares" (com Melendi)                                                                                 | —                                      | —                                      | —                                      | —                                      | —                                      | —                                      | —                                      | —                                      | —                                      | —                 | 20 - The Greatest Hits 20 - Grandes Éxitos                                               |
| 2015                                         | "Lato destro del cuore" / "Lado derecho del corazón"                                                                 | 3                                      | —                                      | —                                      | —                                      | —                                      | —                                      | 97                                     | —                                      | 26                                     | - : Ouro          | Simili Similares                                                                         |
| 2015                                         | "Nella porta accanto" / "En la puerta de al lado"                                                                    | —                                      | —                                      | —                                      | —                                      | —                                      | —                                      | —                                      | —                                      | —                                      | —                 | Simili Similares                                                                         |
| 2015                                         | "Simili" / "Similares"                                                                                               | 20                                     | —                                      | —                                      | —                                      | —                                      | —                                      | —                                      | —                                      | —                                      | - : Platina       | Simili Similares                                                                         |
| 2016                                         | "Innamorata" / "Enamorada"                                                                                           | 67                                     | —                                      | —                                      | —                                      | —                                      | —                                      | —                                      | —                                      | 28                                     | - : Ouro          | Simili Similares                                                                         |
| 2016                                         | "Ho creduto a me" | —                                      | —                                      | —                                      | —                                      | —                                      | —                                      | —                                      | —                                      | —                                      | —                 | Simili Similares                                                                         |
| 2016                                         | "Santa Claus Is Coming to Town" / "Santa Claus llegó a la ciudad"                                                    | —                                      | —                                      | —                                      | —                                      | —                                      | —                                      | —                                      | —                                      | —                                      | —                 | Laura Xmas Laura Navidad                                                                 |
| 2016                                         | "Noël Blanc" | —                                      | —                                      | —                                      | —                                      | —                                      | —                                      | —                                      | —                                      | —                                      | —                 | Laura Xmas Laura Navidad                                                                 |
| 2017                                         | "200 note" | —                                      | —                                      | —                                      | —                                      | —                                      | —                                      | —                                      | —                                      | —                                      | —                 | Simili Similares                                                                         |
| 2017                                         | "Preguntale al cielo"                                                                                                | —                                      | —                                      | —                                      | —                                      | —                                      | —                                      | —                                      | —                                      | —                                      | —                 | Simili Similares                                                                         |
| 2018                                         | "Non è detto" / "Nadie ha dicho"                                                                                     | 7                                      | 32                                     | —                                      | —                                      | —                                      | —                                      | —                                      | —                                      | 21                                     | - : Ouro          | Fatti sentire Hazte sentir                                                               |
| 2018                                         | "Nadie ha dicho (Remix)" (com Gente de Zona)                                                                         | —                                      | —                                      | —                                      | —                                      | —                                      | —                                      | —                                      | —                                      | —                                      | —                 | Não inserido em nenhum álbum                                                             |
| 2018                                         | "Novo" (com Simone & Simaria)                                                                                        | —                                      | —                                      | —                                      | —                                      | —                                      | —                                      | —                                      | —                                      | —                                      | —                 | Fatti sentire                                                                            |
| 2018                                         | "Frasi a metà" | 73                                     | —                                      | —                                      | —                                      | —                                      | —                                      | —                                      | —                                      | —                                      | —                 | Fatti sentire                                                                            |
| "—" Não entrou na tabela musical deste país. | |                                        |                                        |                                        |                                        |                                        |                                        |                                        |                                        |                                        |                   |                                                                                          |

### Como artista convidada
| Ano                                          | Canção                                                                            | Melhores posições nas tabelas musicais | Melhores posições nas tabelas musicais | Melhores posições nas tabelas musicais | Melhores posições nas tabelas musicais | Melhores posições nas tabelas musicais | Melhores posições nas tabelas musicais | Certificações / Vendas | Álbum                                                                   |
| Ano                                          | Canção                                                                            | ITA                                    | SUI                                    | BEL (WA)                               | FRA                                    | USA Latin                              | USA Latin Pop                          | Certificações / Vendas | Álbum                                                                   |
| -------------------------------------------- | --------------------------------------------------------------------------------- | -------------------------------------- | -------------------------------------- | -------------------------------------- | -------------------------------------- | -------------------------------------- | -------------------------------------- | ---------------------- | ----------------------------------------------------------------------- |
| 2002                                         | "Sei solo tu" / "Tan solo tú" (Nek e Laura Pausini)                               | 3                                      | 46                                     | —                                      | 55                                     | 36                                     | 17                                     | —                      | Le cose da difendere Las cosas que defenderé                            |
| 2003                                         | "Todo para ti" (Michael Jackson e vários artistas)                                | —                                      | —                                      | —                                      | —                                      | —                                      | —                                      | —                      | Single beneficente                                                      |
| 2003                                         | "On n'oublie jamais rien, on vit avec" (Hélène Ségara e Laura Pausini)            | —                                      | 3                                      | 2                                      | 3                                      | —                                      | —                                      | - : Ouro - : Ouro      | Humaine                                                                 |
| 2005                                         | "Surrender to Love" (Ray Charles e Laura Pausini)                                 | —                                      | —                                      | —                                      | —                                      | —                                      | —                                      | —                      | Genius & Friends                                                        |
| 2008                                         | "Vivere (Dare to Live)" / "Vive ya" (Andrea Bocelli e Laura Pausini)              | 17                                     | —                                      | —                                      | —                                      | 20                                     | 6                                      | —                      | Vivere - The Best of Andrea Bocelli Viviré - Lo mejor de Andrea Bocelli |
| 2009                                         | "Domani 21/04.09" (Artisti uniti per l'Abruzzo)                                   | 1                                      | —                                      | —                                      | —                                      | —                                      | —                                      | - : 524.000            | Single beneficente                                                      |
| 2010                                         | "Gracias a la vida" (Voces unidas por Chile)                                      | —                                      | —                                      | —                                      | —                                      | —                                      | —                                      | —                      | Single beneficente                                                      |
| 2010                                         | "Donna d'Onna" (Laura Pausini, Gianna Nannini, Giorgia, Elisa e Fiorella Mannoia) | 8                                      | —                                      | —                                      | —                                      | —                                      | —                                      | —                      | Amiche per l'Abruzzo                                                    |
| "—" Não entrou na tabela musical deste país. |                                                                                   |                                        |                                        |                                        |                                        |                                        |                                        |                        |                                                                         |

### Outras canções
| Ano                                          | Canção                                              | Melhores posições | Melhores posições | Álbum         |
| Ano                                          | Canção                                              | ITA               | SUI               | Álbum         |
| -------------------------------------------- | --------------------------------------------------- | ----------------- | ----------------- | ------------- |
| 2006                                         | "Il mio canto libero" (com Juanes)                  | 25                | —                 | Io canto      |
| 2006                                         | "Come il sole all'improvviso" (com Johnny Hallyday) | 40                | —                 | Io canto      |
| 2006                                         | "Strada facendo"                                    | 46                | —                 | Io canto      |
| 2007                                         | "La mia banda suona il rock"                        | —                 | 25                | Io canto      |
| 2011                                         | "Inedito" (com Gianna Nannini)                      | 78                | —                 | Inedito       |
| 2018                                         | "Fantastico (Fai quello che sei)"                   | 32                | 94                | Fatti sentire |
| 2018                                         | "Un progetto di vita in comune"                     | 57                | —                 | Fatti sentire |
| "—" Não entrou na tabela musical deste país. |                                                     |                   |                   |               |

## Vídeos musicais

### Como artista principal
| Ano  | Canção | Diretor                              |
| ---- | --- | ------------------------------------ |
| 1993 | "La solitudine" | Ambrogio Lo Giudice                  |
| 1993 | "Non c'è" |                                      |
| 1993 | "Perché non torna più"                                                                                               |                                      |
| 1994 | "Strani amori" | Marco Della Fonte                    |
| 1994 | "Gente" | Ago Panini                           |
| 1994 | "La soledad" | Ambrogio Lo Giudice                  |
| 1994 | "Se fue" |                                      |
| 1995 | "Amores extraños" | Stefano Salvati                      |
| 1995 | "Gente" (Spanish version)                                                                                            | Nadia de Paoli                       |
| 1996 | "Incancellabile" / "Inolvidable" / "Inesquecível"                                                                    | Jamie De La Peña                     |
| 1996 | "Le cose che vivi" / "Las cosas que vives"                                                                           | Alberto Colombo                      |
| 1997 | "Ascolta il tuo cuore" / "Escucha a tu corazón"                                                                      | Alberto Colombo                      |
| 1998 | "Un'emergenza d'amore" / "Emergencia de amor"                                                                        | Normam Watson                        |
| 1999 | "In assenza di te" / "En ausencia de ti"                                                                             | Alberto Colombo                      |
| 1999 | "La mia risposta" / "Mi respuesta"                                                                                   | Luca Lucini                          |
| 2000 | "Tra te e il mare" / "Entre tú y mil mares"                                                                          | Tristan Bayer                        |
| 2001 | "Il mio sbaglio più grande" / "Un error de los grandes"                                                              | Marco Salom                          |
| 2001 | "Fidati di me" / "Fíate de mí"                                                                                       |                                      |
| 2001 | "Volevo dirti che ti amo" / "Quiero decirte que te amo"                                                              | Luca Lucini                          |
| 2001 | "E ritorno da te" / "Volveré junto a ti"                                                                             | Gabriele Muccino                     |
| 2002 | "Una storia che vale" / "Dos historias iguales"                                                                      | Daniele Persica                      |
| 2002 | "Surrender" (Versão EUA)                                                                                             | Billie Woodruff, Calabazitaz Tiernez |
| 2003 | "Surrender" (Versão Europa)                                                                                          | Gaetano Morbioli                     |
| 2003 | "I Need Love" / "De tu amor"                                                                                         | Gaetano Morbioli                     |
| 2004 | "Resta in ascolto" / "Escucha atento"                                                                                | Paolo Monico                         |
| 2004 | "Vivimi" / "Víveme"                                                                                                  | Gaetano Morbioli                     |
| 2004 | "Prendo te" | Gaetano Morbioli                     |
| 2005 | "Come se non fosse stato mai amore" / "Como si no nos hubiéramos amado"                                              | Gaetano Morbioli                     |
| 2005 | "Benedetta passione" / "Bendecida pasión"                                                                            | Gaetano Morbioli                     |
| 2005 | "La prospettiva di me"                                                                                               | Gaetano Morbioli                     |
| 2006 | "Io canto" / "Yo canto" / "Je chante (Io canto)"                                                                     | Gaetano Morbioli                     |
| 2007 | "Spaccacuore" / "Dispárame, dispara"                                                                                 | Gaetano Morbioli                     |
| 2007 | "Non me lo so spiegare" (com Tiziano Ferro) / "No me lo puedo explicar" (com Tiziano Ferro)                          | Gaetano Morbioli                     |
| 2007 | "Destinazione paradiso" (Live)                                                                                       | Gaetano Morbioli, Cristian Biondani  |
| 2007 | "Y mi banda toca el rock" (Live)                                                                                     | Gaetano Morbioli, Cristian Biondani  |
| 2008 | "Invece no" / "En cambio no"                                                                                         | Alessandro d'Alatri                  |
| 2009 | "Primavera in anticipo (It Is My Song)" (com James Blunt) / "Primavera anticipada (It Is My Song)" (com James Blunt) | Gaetano Morbioli                     |
| 2009 | "Un fatto ovvio" / "Un hecho obvio"                                                                                  | Gaetano Morbioli                     |
| 2009 | "Con la musica alla radio" / "Con la música en la radio"                                                             | Gaetano Morbioli                     |
| 2009 | "Non sono lei" / "Ella no soy"                                                                                       | Gaetano Morbioli                     |
| 2010 | "Casomai" / "Menos mal"                                                                                              | Gaetano Morbioli                     |
| 2011 | "Benvenuto" / "Bienvenido"                                                                                           | Gaetano Morbioli                     |
| 2011 | "Non ho mai smesso" / "Jamás abandoné"                                                                               | Gaetano Morbioli                     |
| 2012 | "Bastava" / "Bastaba"                                                                                                | Gaetano Morbioli                     |
| 2012 | "Mi tengo" / "Me quedo"                                                                                              | Gianluigi Fazio                      |
| 2012 | "Le cose che non mi aspetto" / "Las cosas que no me espero" (com Carlos Baute)                                       | Salvatore Billeci                    |
| 2012 | "Celeste" | Gaetano Morbioli                     |
| 2012 | "Troppo Tempo" / "Hace Tiempo"                                                                                       | Leandro Manuel Emede, Nicolò Cerioni |
| 2013 | "Limpido" / "Limpio" (com Kylie Minogue)                                                                             | Gaetano Morbioli                     |
| 2013 | "Se non te" | Gaetano Morbioli                     |
| 2014 | "Víveme" (com Alejandro Sanz)                                                                                        | Gaetano Morbioli                     |
| 2014 | "Dove resto solo io"                                                                                                 | Gaetano Morbioli                     |
| 2014 | "Se fue" (com Marc Anthony)                                                                                          | Leandro Manuel Emede, Nicolò Cerioni |
| 2014 | "Donde quedo solo yo" (com Álex Ubago)                                                                               | Gaetano Morbioli                     |
| 2014 | "Sino a ti" (com Thalía)                                                                                             | Leandro Manuel Emede, Nicolò Cerioni |
| 2015 | "Entre tú y mil mares" (com Melendi)                                                                                 | Leandro Manuel Emede, Nicolò Cerioni |
| 2015 | "Lato destro del cuore" / "Lado derecho del corazón"                                                                 | Leandro Manuel Emede, Nicolò Cerioni |
| 2015 | "Per la musica" / "Es la música"                                                                                     | Leandro Manuel Emede, Nicolò Cerioni |
| 2015 | "Nella porta accanto" / "En la puerta de al lado"                                                                    | Leandro Manuel Emede, Nicolò Cerioni |
| 2015 | "Simili" / "Similares"                                                                                               | Leandro Manuel Emede, Nicolò Cerioni |
| 2015 | "È a lei che devo l'amore" / "A ella le debo mi amor"                                                                | Leandro Manuel Emede, Nicolò Cerioni |
| 2016 | "Il nostro amore quotidiano" / "Nuestro amor de cada día"                                                            | Leandro Manuel Emede, Nicolò Cerioni |
| 2016 | "Innamorata" / "Enamorada"                                                                                           | Leandro Manuel Emede, Nicolò Cerioni |
| 2016 | "Lo sapevi prima tu" / "Lo sabías antes tú"                                                                          | Leandro Manuel Emede, Nicolò Cerioni |
| 2016 | "Ho cretudo a me" / He creído en mí"                                                                                 | Leandro Manuel Emede, Nicolò Cerioni |
| 2016 | "Santa Claus Is Coming to Town" / "Santa Claus llegó a la ciudad"                                                    | Gaetano Morbioli                     |
| 2016 | "Noël Blanc" | Gaetano Morbioli                     |
| 2017 | "Tornerò (con calma si vedrà)" / "Regresaré (con calma se verá)"                                                     | Leandro Manuel Emede, Nicolò Cerioni |
| 2017 | "Sono solo nuvole" / "Solo nubes"                                                                                    | Leandro Manuel Emede, Nicolò Cerioni |
| 2017 | "200 note" / "200 notas"                                                                                             | Leandro Manuel Emede, Nicolò Cerioni |
| 2017 | "Io c'ero (+ amore x favore)" / "Yo estube (+ amor x favor)"                                                         | Leandro Manuel Emede, Nicolò Cerioni |
| 2017 | "Colpevole" / "Culpable"                                                                                             | Leandro Manuel Emede, Nicolò Cerioni |
| 2017 | "Chiedilo al cielo" / "Pregúntale al cielo"                                                                          | Leandro Manuel Emede, Nicolò Cerioni |
| 2018 | "Non è detto" / "Nadie ha dicho"                                                                                     | Gaetano Morbioli                     |
| 2018 | "Nadie ha dicho" (com Gente de Zona)                                                                                 | Leandro Manuel Emede                 |
| 2018 | "Novo" (com Simone & Simaria)                                                                                        | João Monteiro, Fernando Moraes       |
| 2018 | "Frasi a metà" | Gaetano Morbioli                     |

### Como artista convidada
| Ano  | Canção                                                                        | Diretor             |
| ---- | ----------------------------------------------------------------------------- | ------------------- |
| 2002 | "Sei solo tu" / "Tan solo tu" (com Nek)                                       |                     |
| 2003 | "On n'oublie jamais rien, on vit avec" (com Hélène Ségara)                    | Gaetano Morbioli    |
| 2007 | "Vivere (Dare to Live)" / "Vive ya" (com Andrea Bocelli)                      | Beniamino Catena    |
| 2009 | "Domani 21/04.09" (Artisti uniti per l'Abruzzo)                               | Ambrogio Lo Giudice |
| 2010 | "Gracias a la vida" (Voces unidas por Chile)                                  | Cristian Calderón   |
| 2010 | "Donna d'Onna" (Live) (com Gianna Nannini, Giorgia, Elisa e Fiorella Mannoia) | Gaetano Morboli     |

## Trilhas sonoras
| Ano  | Canção                    | Álbum                                   | Nota                                             |
| ---- | ------------------------- | --------------------------------------- | ------------------------------------------------ |
| 1996 | "Incancellabile"          | Salsa e Merengue Internacional          | - Trilha sonora da telenovela Salsa e Merengue   |
| 1997 | "Due innamorati come noi" | O Amor Está no Ar Internacional         | - Trilha sonora da telenovela O Amor Está no Ar  |
| 1998 | "In assenza di te"        | Pecado Capital Internacional            | - Trilha sonora da telenovela Pecado Capital     |
| 1999 | "One More Time"           | Message in a Bottle Original Soundtrack | - Trilha sonora do filme Message in a Bottle     |
| 2000 | "The Extra Mile"          | Pokemon 2000: The Power of One          | - Trilha sonora do filme Pokémon, the Movie 2000 |
| 2001 | "Volevo dirti che ti amo" | Roda da Vida                            | - Trilha sonora da telenovela Roda da Vida       |
| 2002 | "Seamisai"                | Esperança Internacional                 | - Trilha sonora da telenovela Esperança          |
| 2002 | "Speranza"                | Esperança Internacional                 | - Trilha sonora da telenovela Esperança          |
| 2005 | "Víveme"                  | —                                       | - Trilha sonora da telenovela La madrastra       |
| 2005 | "Amar completamente"      | —                                       | - Trilha sonora da telenovela La madrastra       |
| 2006 | "Dispárame, dispara"      | —                                       | - Trilha sonora da telenovela Amar sin límites   |
| 2008 | "En cambio no"            | —                                       | - Trilha sonora da telenovela En nombre del amor |
| 2008 | "Cada color al cielo"     | —                                       | - Trilha sonora da telenovela En nombre del amor |
| 2009 | "Invece no"               | Caras & Bocas Internacional             | - Trilha sonora da telenovela Caras & Bocas      |
| 2009 | "Bellissimo così"         | Poder Paralelo                          | - Trilha sonora da telenovela Poder Paralelo     |
| 2011 | "Benvenuto"               | Aquele Beijo Internacional              | - Trilha sonora da telenovela Aquele Beijo       |
| 2014 | "Se non te"               | Em Família Internacional                | - Trilha sonora da telenovela Em Família         |
| 2016 | "Lato destro del cuore"   | Haja Coração, Volume 1                  | - Trilha sonora da telenovela Haja Coração       |
| 2018 | "Frasi a Metà"            | O Sétimo Guardião                       | Trilha sonora da telenovela O Sétimo Guardião    |

## Outras colaborações
| Ano  | Canção                                                                                    | Álbum                                                         |
| ---- | ----------------------------------------------------------------------------------------- | ------------------------------------------------------------- |
| 1999 | "Tu che m'hai preso il cuor" (Live) (Luciano Pavarotti feat. Laura Pausini)               | Pavarotti & Friends for the Children of Guatemala and Kosovo  |
| 1999 | "We Are the World" (Live) (Luciano Pavarotti e vários artistas)                           | Pavarotti & Friends for the Children of Guatemala and Kosovo  |
| 2002 | "Dime" (José el Francés e Laura Pausini)                                                  | Jugando al amor                                               |
| 2003 | "Entre tú y mil mares" (Biagio Antonacci e Laura Pausini)                                 | Cuanto Tiempo... y Ahora                                      |
| 2005 | "You'll Never Find Another Love Like Mine" (Live) (Michael Bublé e Laura Pausini)         | Caught in the Act                                             |
| 2005 | "Como tú y como yo" (Sin Bandera e Laura Pausini)                                         | Mañana                                                        |
| 2006 | "La loi du silence" (Live) (Johnny Hallyday e Laura Pausini)                              | Flashback Tour (DVD)                                          |
| 2007 | "Te amaré" (Miguel Bosé e Laura Pausini)                                                  | Papito                                                        |
| 2007 | "Vivere (Dare to Live)" (Live) (Andrea Bocelli e Laura Pausini)                           | Vivere: Live in Tuscany                                       |
| 2008 | "Todo vuelve a empezar" (Luis Fonsi e Laura Pausini)                                      | Palabras del silencio                                         |
| 2008 | "Paris au mois d'aout" / "Parigi in agosto" (Charles Aznavour e Laura Pausini)            | Duos                                                          |
| 2009 | "Prendo te" (Arthur Hanlon e Laura Pausini)                                               | Piano sin fronteras                                           |
| 2009 | "Con tutto l'amore che posso" (Claudio Baglioni, Laura Pausini e Stefano Di Battista)     | Q.P.G.A.                                                      |
| 2009 | "Il mondo che vorrei" (Live)                                                              | The Tribute to Pavarotti - One Amazing Weekend in Petra (DVD) |
| 2009 | "Caruso" (Live) (Jovanotti e Laura Pausini)                                               | The Tribute to Pavarotti - One Amazing Weekend in Petra (DVD) |
| 2009 | "Vivere" (Live) (Andrea Bocelli e Laura Pausini)                                          | The Tribute to Pavarotti - One Amazing Weekend in Petra (DVD) |
| 2010 | "Strani amori" (Renato Russo e Laura Pausini)                                             | Duetos                                                        |
| 2012 | "Prendo te" (Arthur Hanlon e Laura Pausini)                                               | Encanto del Caribe: Arthur Hanlon and Friends                 |
| 2012 | "Bienvenido" (Arthur Hanlon e Laura Pausini)                                              | Encanto del Caribe: Arthur Hanlon and Friends                 |
| 2012 | "Non insegnate ai bambini" (Live)                                                         | ...Io ci sono                                                 |
| 2013 | "E ti prometterò" (Josh Groban e Laura Pausini)                                           | All That Echoes                                               |
| 2013 | "Lo mejor está por llegar" (El Sueño de Morfeo, Laura Pausini, Deborah e Ximena Xariñana) | Todos tenemos un sueño                                        |
| 2013 | "Sonríe" / "Sorridi" ("Smile") (Gloria Estefan e Laura Pausini)                           | The Standards                                                 |
| 2013 | "Historia de un amor" (Lucho Gatica e Laura Pausini)                                      | Historia de un amor                                           |